# Varghese Chakkalakal

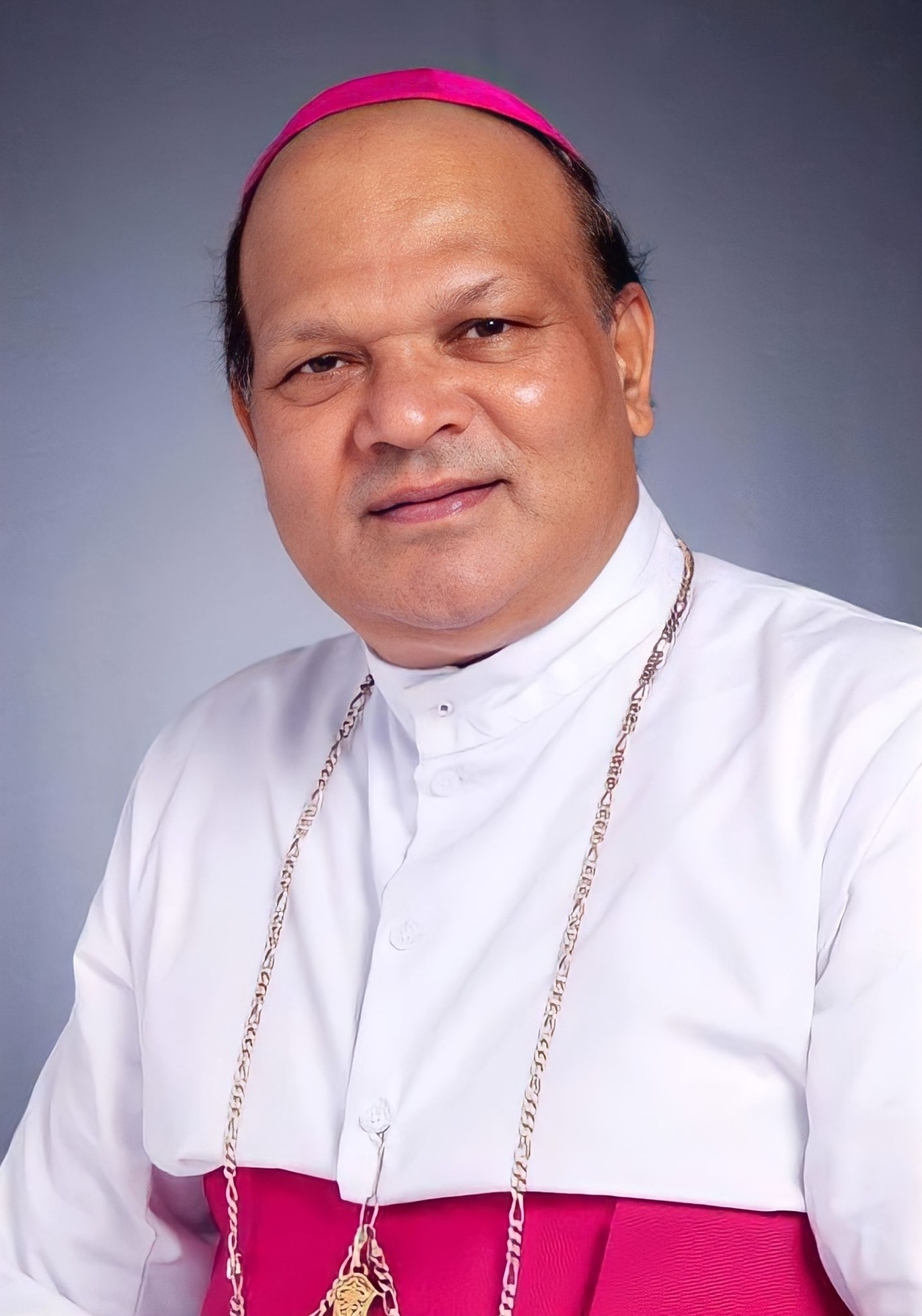
Varghese Chakkalakal, 2013

Varghese Chakkalakal (* 7. Februar 1953 in Malapallipuram, Kerala) ist ein indischer römisch-katholischer Geistlicher und Erzbischof von Calicut.

## Leben
Varghese Chakkalakal empfing am 2. April 1981 die Priesterweihe.
Papst Johannes Paul II. ernannte ihn am 5. November 1998 zum ersten Bischof des mit gleichem Datum errichteten Bistums Kannur. Die Bischofsweihe spendete ihm der Erzbischof von Verapoly, Daniel Acharuparambil OCD, am 7. Februar 1999; Mitkonsekratoren waren Francis Kallarakal, Bischof von Kottapuram, und Maxwell Valentine Noronha, Bischof von Calicut.
Papst Benedikt XVI. ernannte ihn am 15. Mai 2012 zum Bischof von Calicut. Das Bistum Kannur verwaltete er noch bis zum Amtsantritt seines Nachfolgers Alex Joseph Vadakumthala am 23. März 2014 als Apostolischer Administrator.
Mit der Erhebung des Bistums Calicut zum Erzbistum wurde er am 12. April 2025 dessen erster Erzbischof. Die Amtseinführung als Metropolit fand am 25. Mai desselben Jahres statt.